# Ivan Kavanagh
Ivan Kavanagh és un cineasta, escriptor i director irlandès, més conegut per Son (2021), The Canal (2014) i Never Grow Old (2019). Va néixer a Dublín, Irlanda.
El seu segon llargmetratge "The Solution" va guanyar el millor drama al Festival de Cinema de Portobello 2007 a Londres. El seu tercer llargmetratge Tin Can Man va guanyar Boundary Breaking a la millor pel·lícula al Sydney Underground Film Festival 2007 i al millor actor per a Patrick O'Donnell. També va guanyar la millor pel·lícula estrangera, el millor actor estranger per a Michael Parle i el millor director estranger al Melbourne Underground Film Festival 2008 i la millor fotografia al Festival Internacional de Cinema d'Estrasburg 2008.
Va autofinançar els seus primers llargmetratges amb micropressupost treballant en diverses feines i comprant la seva pròpia càmera, equip d'edició i so, servint no només com a director/escriptor, sinó també com a editor, dissenyador de so i compositor ocasional en totes les seves pel·lícules fins a The Canal (2014).
El seu llargmetratge de 2009 The Fading Light va guanyar la millor pel·lícula irlandesa i el millor actor masculí per Patrick O'Donnell als premis Dublin Film Critics Circle durant el Jameson Dublin International Film Festival 2010. Entre molts altres festivals, també va actuar a la secció World Cinema del prestigiós Festival Internacional de Cinema de Busan 2010, Corea del Sud i al Titanic Film Festival 2011, Hongria.
L'aclamat terror psicològic d'Ivan, The Canal (2014), produït per Park Films i finançat per Irish Film Board i Film Agency Wales, es va estrenar al Festival de Cinema de Tribeca 2014 a Nova York i, posteriorment, es va estrenar als cinemes de tot el món per aclamació de la crítica.
El 2019, el western d'Ivan Never Grow Old produït per Ripple World Pictures, protagonitzat per John Cusack i Emile Hirsch, es va estrenar als cinemes de tot el món, també amb l'aclamació de la crítica.
El 2021 es va estrenar l'última pel·lícula d'Ivan, aclamada per la crítica, Son (Park Films), que va escriure i va dirigir, una pel·lícula de terror psicològic, protagonitzada per Andi Matichak i Emile Hirsch, que va guanyar el premi Silver Raven al 39è Festival Internacional de Cinema Fantàstic de Brussel·les. La producció va ser assetjada per una sèrie de desastres durant el rodatge a Mississipí, inclosos dos tornados, un dels quals va aixecar un arbre enorme sobre una de les cases on havien de disparar l'endemà, obligant a Kavanagh a reescriure l'escena, incorporant-la a la història. Kavanagh també va ser abordat per un autoproclamat satanista al plató que va dir que estaven jugant amb les forces fosques i que haurien de parar, la qual cosa va donar pas als rumors que la pel·lícula estava maleïda.
Al Festival Internacional de Cinema de Dublín Virgin Media de 2021, Ivan va rebre el premi George Byrne Maverick pel Cercle de Crítics de Cinema de Dublín.
Té una sèrie de projectes de llargmetratges i televisió en procés.

## Filmografia
| Any  | Títol              |
| ---- | ------------------ |
| 2021 | Son                |
| 2019 | Never Grow Old     |
| 2014 | The Canal          |
| 2009 | The Fading Light   |
| 2008 | Our Wonderful Home |
| 2007 | Tin Can Man        |
| 2007 | The Solution       |
| 2002 | Bandage Man        |